# CNNデイウォッチ
『CNNデイウォッチ』（シーエヌエヌ デイウォッチ）は、1984年（昭和59年）4月2日から1993年（平成5年）までテレビ朝日系列で深夜に放送されていたニュース番組である。

## 概要
1984年（昭和59年）に、日本ケーブルテレビジョン（JCTV）により、アメリカで急成長していた24時間ニュース専門局・CNNが日本へ24時間衛星伝送されるようになり、その素材を基にして数多くのニュースから日本人が日本人の視点で選択したニュースを、日本語翻訳のダイジェストとして生放送で伝えた。番組初回は、武見敬三と久和ひとみがキャスターを担当。
番組名となった『CNN Daywatch 』は、アメリカ本土で実際にあったタイトルで(1984年頃-1992年）、現地時間（米国東部標準時(EST)）9時から12時に放送されていた。この時間枠は1993年から『CNN Morning News 』、『Live This Morning (Live Today) 』、『CNN Newsroom 』に変遷している。
一般的な「ニュース番組」とは違い、この番組のキャスターは、様々な本業を持った人物が担当しており、担当した司会者（キャスター）の多くが後に有名になっている（特に秋葉・武見・首藤・伊藤は後に政界に転出した）。
シンセサイザーのイントロが印象的な、オープニングに使用されていた楽曲はOMDの「エノラ・ゲイの悲劇(Enola Gay)」。1992年から番組終了時までは浅倉大介の「LANDING TIMEMACHINE」が使用された。
エンディングは、彩恵津子の「エヴァーラスティング･ドリーム」のほか、設楽りさ子の「マージナル」、安全地帯の「Juliet」、浜田麻里「MAGIC 〜Adventurous Heart〜」も使われた。
テレビ朝日でのCNN関連番組はこのほかに、10分間でコンパクトに伝える『CNNヘッドライン』、早朝の『おはよう!CNN』、『CNNデイブレイク』などもあった。
在京テレビ局は在米のテレビ局と素材についての使用協定を結んでいるが、テレビ朝日は3大ネットワークとではなく、このCNNと協定を結んでいる。これらの「CNN関連番組群」は、CNNから入電する様々なニュースを通常のニュース番組とは別に紹介するためにスタートしている。

### チャレンジャー号爆発事故報道
スペースシャトル・チャレンジャー号爆発事故（現地時間1986年1月28日）の際、この番組内で打ち上げの模様を日本国内の地上波民放では唯一衛星生中継していたことから、事故の一部始終も生中継で伝えることとなった。この時のキャスターは武見敬三と久和ひとみで、久和はのちに著書『私はニュースキャスター』(岩波ジュニア新書、絶版)で、「「えっ、スペースシャトルの打ち上げはこんな物だったっけ」というのが私の率直な感想でした。」という事故発生当時の反応のほか、事故当時のスタジオ内の状況も記した。
それによると、それまでもチャレンジャーの打ち上げは延期になっており、事故が起きたこの日も打ち上げがあれば番組冒頭で中継する予定だったという。しかし、発射台の整備塔に氷柱がついていた事が分かり、開始直前になり「今日は中止だろう」という声もスタッフから上がっていた。その後、番組は予定通り開始したが、終盤近くになって急遽チャレンジャーの打ち上げが決まり、番組はその模様の中継に切り替えた。そして、中継中に爆発事故は発生し、アメリカ全土に生中継されたその一部始終は関東一円を中心にネット局にもそのまま放送された。画面は事故発生から程なくしてスタジオに一旦切り替わり、チャレンジャーとは関係ない別のニュースを伝えた。その後、それを受けた久和のコメントを遮る形で武見が続報を読み始め、画面も再び現地の映像に切り替えた際、武見はいくつかの情報をまとめて伝えた上で「チャレンジャーは重大な事故を起こした可能性がある」と述べ、その日の番組はそのまま終了した。
番組終了後、視聴者からは「どうしてこの続きをやってくれないのか」という電話が殺到した。また、同じ時間帯に編成されている生番組が本番組だけだった事情もあって、番組スタッフは直ぐに（テレビ朝日の）編成部に再開の要望を伝え、番組終了から1時間5分後（1月29日午前3時。後述の通り、本番組は1日の最終プログラムだったためこの時間は停波中だったが、これを受けて放送を再開した格好となる）に急遽全国ネットの「ANN報道特別番組」が編成され、翌朝6:00に『おはようTODAY』が始まるまでの約3時間、『デイウォッチ』に引き続いてJCTVのCNNフロア・オープンスタジオから前述のANN報道特番を伝えた。なお報道特番自体は『江森陽弘モーニングショー』が始まる8:30まで続いた。
ちなみにNHKも、この事故を受けて午前3時に臨時ニュースを放送（当時24時間放送体制ではない）、第一報を伝えた後も30分おきに最新情報を終夜放送で伝える形を取った。

### 放送枠縮小と終焉
1988年（昭和63年）10月からは、深夜帯の大型情報番組『PRE★STAGE（プレステージ）』に内包されることとなり、平日のみ1時間から30分に放送時間を縮小。1989年（平成元年）10月からは、早朝帯に『CNNモーニング』を立ち上げるため、平日帯を終了させ、土日のみの放送に縮小。1993年に番組自体が終了し、後を受けて『ウィークエンドライブ 週刊地球TV』が開始した。

## 主な出演者
キャスターの中には、その後テレビ朝日や他キー局で他時間帯に放送されているニュース番組や早朝のCNN関連番組などに出演するものも多かった。
| - 久和ひとみ（1984年4月2日～1989年9月22日） - 川瀬朗子 - 川瀬眞由美 - 武見敬三（1984年4月2日～） - 小西克哉 （～1989年9月） - 高木美也子（1987年10月4日～） - 平日→日曜日担当 - 安藤優子 - 山本コウタロー - ピーコ - 猪瀬直樹 - 秋葉忠利 - 国府弘子 - 伊藤信太郎 - 平野陽子 - 首藤信彦 - 長窪正寛 - 1992年時点では日曜日担当 - 菊池眉円美 - 1992年時点では日曜日担当 - 三崎由紀 - 三枝成章（後に三枝成彰） - 春日了（1989年4月～9月22日） - 金曜日担当 - 蟇目良（1989年10月1日～） - 日曜日担当 - 小田原敏 - 仲條亮子 - 安藤和津 - 清水國明 - 1988年4月時点では土曜日担当 - 坂本明美 - 男性、1991年時点では日曜日担当 - 東海林良 - 山上万恵美 - 秋尾沙戸子 - 中里雅子 |

## 放送時間
1984年4月2日 - 1988年9月
月曜 - 木曜 0:55 - 1:55
金曜 午前1時台 - 2時台にかけて1時間生放送
土曜・日曜 午前2時台に30分生放送
1988年10月 - 1989年9月29日
月曜 - 金曜 1:30ごろに30分生放送（『PRE★STAGE』を中断する形。実質的に枠の縮小）
土曜・日曜 午前2時台に30分生放送
1989年9月30日 - 番組終了
土曜・日曜 午前2時台に30分生放送
月曜 - 金曜については『CNNヘッドライン』のみに縮小。

### 備考
放送時間の順延等の影響で、開始時間を繰り下げて放送する場合があり、例えば1988年4月30日放送では、当初より大幅に繰り下げ、午前3時30分から30分生放送をしたことがあった。なお、放送当時は本番組がテレビ朝日の1日の最終プログラムとなっており、放送が終了するとそのままクロージング・停波となっていた。

## 番組ネット局
- テレビ朝日 - 2か国語放送を実施。
- 静岡県民放送（静岡けんみんテレビ、現：静岡朝日テレビ） - 1985年から1986年まで月曜のみ放送。当時は音声多重放送未実施だったため、モノラル放送でネットしていた。
- そのほか、秋田朝日放送や福島放送、琉球朝日放送などでも一時期ネットされていた。

## 番組雑記・エピソード
- 初代プロデューサーは長英太郎。長はワシントン支局長時代、日本に初めてCNNを紹介した。
- 本番組を含めた「CNN関連番組群」は、当初JCTVが制作の主導権を持っていたこともあり、番組の制作スタジオもJCTV社内に設けられることとなった[5]。このオープンスタジオは1987年10月の『CNNヘッドライン』開始に伴い、運用開始後初めてとなる大幅なセットチェンジとフロアレイアウトの変更が行われた後、1988年10月改編をメドとして、当時のテレビ朝日アーク放送センター1階にあったNスタジオへ集約された（同様に「CNN関連番組群」の制作フロアもJCTV社内からアーク放送センター地下1階へ移動している）。
- 番組開始当初の関東地区における筆頭スポンサーは三洋証券。当時は証券会社が深夜番組へ提供するケースが皆無に近かったことから、証券業界では注目を集めた。なお三洋証券はニュースステーションでもスポンサーを務めた。